# New Masters
New Masters è il secondo album del cantautore britannico Cat Stevens, pubblicato nel 1967 dalla Deram Records.
Nel 2003 è stato ristampato in CD, con l'aggiunta di sette bonus track.

## Tracce
Testi e musiche di Cat Stevens.
Lato A
1. Kitty – 2:17
2. I'm So Sleepy – 2:17
3. Northern Wind – 2:45
4. The Laughing Apple – 2:33
5. Smash Your Heart – 2:55
6. Moonstone – 2:11

Lato B
1. The First Cut Is the Deepest – 2:59
2. I'm Gonna Be King – 2:24
3. Ceylon City – 2:23
4. Blackness of the Night – 2:25
5. Come On Baby (Shift That Log) – 3:42
6. I Love Them All – 2:04

Bonus track edizione in CD (1989)
1. Image Of Hell – 3:03
2. Lovely City (When Do You Laugh) – 2:36
3. The View from the Top – 3:29
4. Here Comes My Wife – 2:56
5. It's a Super (Dupa) Life – 2:46
6. Where Are You – 2:56
7. A Bad Night – 3:07

## Musicisti
- Cat Stevens – voce, chitarra acustica, pianoforte

Arrangiatori
- Phil Dennys (tracce: 1, 7, 11, 12; CD, traccia: 18)
- David Whitaker  (tracce: 2, 9)
- Ivor Raymonde  (tracce: 3, 10)
- Alan Tew  (tracce: 4, 6)
- Des Champ  (tracce: 5, 8)
- Lew Warburton  (CD, tracce: 13, 14)
- Mike Vickers  (CD, tracce: 15, 16, 17)
- Arthur Greenslade (CD, traccia: 18)